# Policealna szkoła plastyczna
Policealna szkoła plastyczna – w obowiązującym w Polsce systemie kształcenia artystycznego typ szkoły artystycznej publicznej lub niepublicznej prowadzącej wyłącznie kształcenie artystyczne. Nauka w policealnej szkole plastycznej trwa 2 lata i kończy się egzaminem dyplomowym.
Ukończenie policealnej szkoły plastycznej wiąże się z uzyskaniem tytułu zawodowego plastyk.